# Heinrich Wichmann (Kunsthistoriker)
Heinrich Wichmann (* 21. Oktober 1889 in Leipzig; † 15. Dezember 1968 in Köln) war ein deutscher Kunsthistoriker.

## Leben
Heinrich Wichmann war der Sohn des Ingenieurs Paul Theodor Wichmann und seiner Ehefrau Helene, geb. Sack (1859–1932). Er besuchte das Thomasgymnasium in Leipzig. Anschließend studierte er zunächst Archivwissenschaft in Marburg (1909) und Berlin (1909/10) und wechselte dann zur Kunstgeschichte, die er in Berlin (1910/11), Halle (1911/12) und wieder Berlin (1912) studierte. Vom 1. Oktober 1912 bis zum 1. September 1913 war er Mitarbeiter von Cornelis Hofstede de Groot in Den Haag. 1913/14 verbrachte er zu Studienzwecken und aus Gesundheitsgründen in der Schweiz und in Italien. Ab Ostern 1914 studierte er wieder in Berlin, wo er am 17. Dezember 1914 bei Adolph Goldschmidt das Rigorosum ablegte (Datum der Promotion 28. März 1918). Von 1914 bis 1919 nahm er am Ersten Weltkrieg teil. 
Seit Juni 1919 war er am Kunstgewerbemuseum in Leipzig tätig und wurde 1924 Stellvertreter des Direktors Richard Graul, 1929 dann Direktor des Museums. Im November 1945 wurde er als ehemaliges Mitglied der NSDAP entlassen und arbeitete bis 1962 als Kustos am Stadtgeschichtlichen Museum Leipzig. Danach zog er nach Köln.
Seine Urne wurde 1969 auf dem Parkfriedhof Leipzig-Plagwitz im Familiengrab seines Großvaters Rudolph Sack beigesetzt.

## Veröffentlichungen (Auswahl)
- Leonaert Bramer. Sein Leben und seine Kunst. Ein Beitrag zur Geschichte der holländischen Malerei zur Zeit Rembrandts. Mit ausführlichen Katalogen der erhaltenen und verschollenen Werke. Hiersemann, Leipzig 1923 (= Dissertation).
- Rembrandt-Zeichnungen. H. Schmidt & C. Günther, Pantheon-Verlag für Kunstwissenschaft. Leipzig 1939.
- Deutsche Ornamentfibel. Staackmann, Leipzig 1942.
- mit Heinz Füßler: Das alte Rathaus zu Leipzig. Henschelverlag, Berlin 1958.